# عبد القادر ولد مخلوفي
عبد القادر ولد مخلوفي (26 مايو 1944 – 7 يناير 2025) هو ملاكم جزائري، تشير له المصادر «أسطورة الملاكمة الجزائرية والأفريقية والعربية» أو «أفضل ملاكم أنجبته الجزائر».

## سيرته
وُلد عبد القادر ولد مخلوفي في بوفاريك بتاريخ 26 مايو 1944، وبدأ الملاكمة في سن السادسة عشرة. كان بطل اتحاد الملاكمة الأفريقي [الإنجليزية] للوزن الخفيف في 15 ديسمبر 1973 بعد هزيمته للغاني جو تيتيه [الإنجليزية]. احتفظ باللقب حتى عام 1977. في عام 1975، واجه كونياكي شيباتا على بطولة المجلس العالمي للملاكمة لوزن الريشة السوبر [الإنجليزية]، على الرغم من خسارته بقرار بعد 15 جولة. من عام 1979 إلى عام 1983، كان مدربًا للمنتخب الوطني الجزائري للملاكمة. خلال هذا الوقت، فاز فريقه بالعديد من البطولات في المسابقات العربية والأفريقية.

## وفاته
توفي في 7 يناير 2025 ميلاديًا الموافق 7 رجب 1446 هجريًا عن عمرٍ ناهز ثمانين عامًا.

## روابط خارجية
- عبد القادر ولد مخلوفي على موقع بوكس ريك (الإنجليزية) (registration required)